# Дрімлюга танзанійський
Дрімлюга танзанійський (Caprimulgus fraenatus) — вид дрімлюгоподібних птахів родини дрімлюгових (Caprimulgidae). Мешкає в Східній Африці.

## Опис
Довжина птаха становить 25 см, самці важать 55-71 г, самиці 46-68 г. Верхня частина тіла темно-коричнева, поцяткована світло-сірими і бурими плямками. На скронях темно-коричневі плями, на шиї малопомітний рудувато-коричневий "комір". На горлі з боків невеликі білі плямки. Тім’я сіре. У самців на 4 першорядних махових перах великі кремові плями, на крайніх стернових перах білі плями.

## Поширення і екологія
Танзанійські дрімлюги мешкають в Ефіопії, Еритреї, Сомалі, Південному Судані, Уганді, Кенії і Танзанії. Вони живуть в сухих чагарникових заростях, в саванах, на луках, пасовищах і плантаціях. Живляться комахами, яких ловлять в польоті.